# A Daughter of the Poor
A Daughter of the Poor é um filme mudo de comédia dramática norte-americano de 1917, produzido por Fine Arts Film Company e distribuído pela Triangle Film Corporation. O filme foi dirigido por Edward Dillon e estrelado por Bessie Love.
Cópia do filme está conservada na George Eastman House.

## Elenco
- Bessie Love como Rose Eastman
- Carmel Myers como Hazel Fleming
- Max Davidson como Joe Eastman
- George Beranger como Rudolph Creig
- Carl Stockdale como James Stevens
- Roy Stewart como Jack Stevens
- Mae Giraci (como Tina Rossi) como Lola